# Cachupa

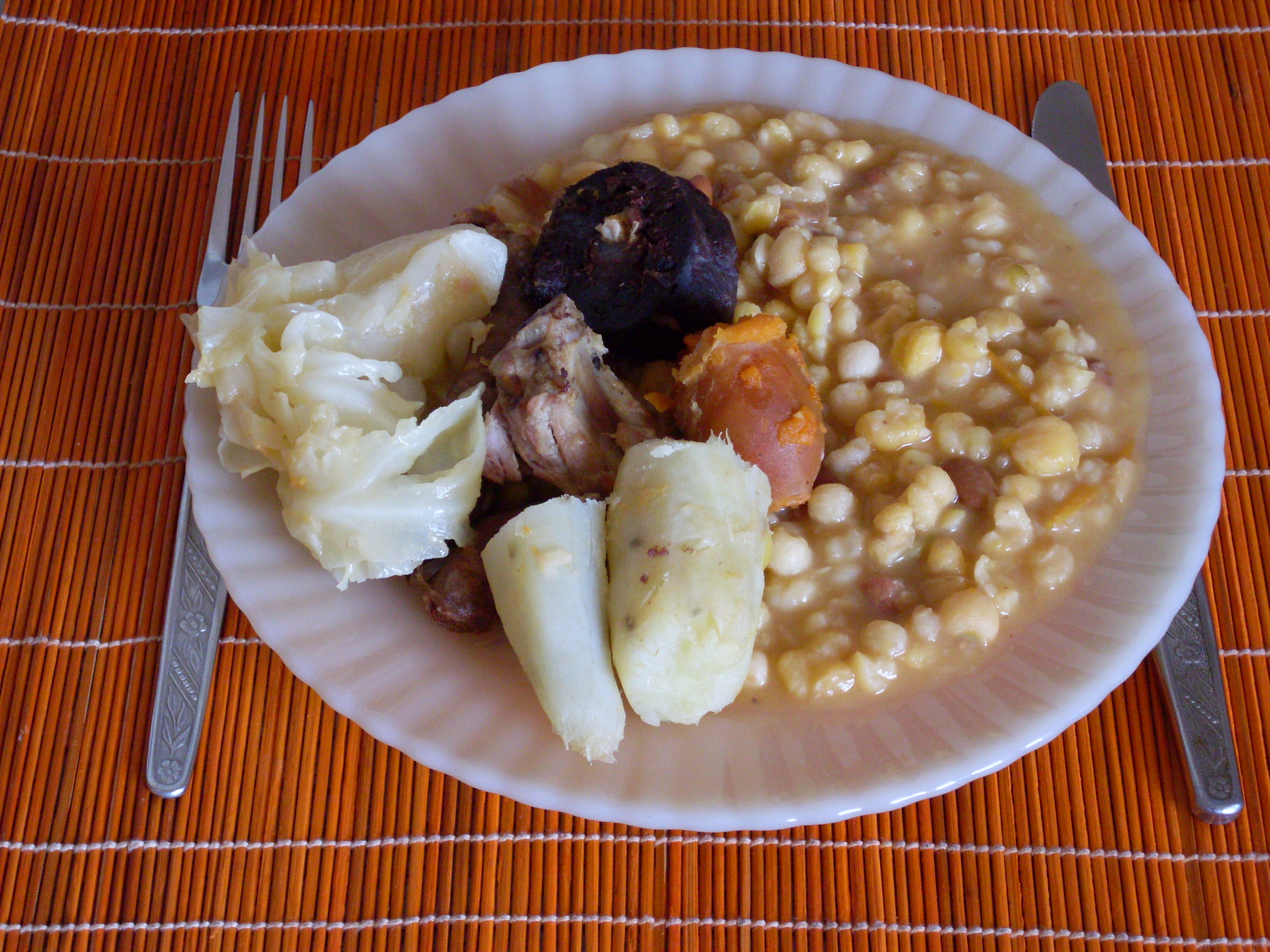
Cachupa

Cachupa lub katxupa – danie narodowe Republiki Zielonego Przylądka; rodzaj ragout z kukurydzy, fasoli, ryby lub mięsa i innych składników (np. kapusty, słodkich ziemniaków, bananów, dyni, manioku).
Danie występuje w dwóch wersjach – bogatej (cachupa rica), podawanej w zamożniejszych domach z mięsem (np. drobiem lub wieprzowiną, kiełbasą) i rybami oraz wersji biedniejszej (cachupa pobre), bez mięsa, wyłącznie z rybami. Podawane jest w niedziele lub na specjalne okazje, np. urodziny. Resztki potrawy mogą być odgrzewane i spożywane na śniadanie.